# Grand Prix de Villers-Cotterêts
Le Grand Prix de Villers-Cotterêts est une course cycliste française créée en 1998 et qui se déroule dans la ville picarde de Villers-Cotterêts.
Classée par l’UCI à sa création en catégorie 1.5, puis en 2000 et 2001 en catégorie 1.4 et en 2002 en catégorie 1.3, cette épreuve est reclassée 1.1 entre 2005 et 2006.

Elle est également inscrite comme épreuve comptant pour la Coupe de France de cyclisme.
La 10e édition du Grand Prix de Villers-Cotterêts n'a pas lieu en 2007, annulée par les organisateurs (CSO), faute de financement suffisant par ses partenaires.  Malgré le budget pour la réception du Tour de France 2007 pour le départ de la 4e étape, la ville de Villers-Cotterêts avait maintenu la subvention attribuée à CSO. 

## Palmarès
| Année | Vainqueur             | Deuxième              | Troisième              |
| ----- | --------------------- | --------------------- | ---------------------- |
| 1998  | Jaan Kirsipuu         | Viatcheslav Djavanian | Berry Hoedemakers (nl) |
| 1999  | Cyril Saugrain        | Jakob Piil            | Ludovic Capelle        |
| 2000  | Damien Nazon          | Wim Omloop            | Wim Vansevenant        |
| 2001  | Laurent Brochard      | Stuart O'Grady        | Pascal Chanteur        |
| 2002  | Laurent Lefèvre       | Nicolas Vogondy       | Kurt Asle Arvesen      |
| 2003  | Julian Winn           | Emmanuel Magnien      | Jimmy Casper           |
| 2004  | Stuart O'Grady        | Geert Omloop          | Baden Cooke            |
| 2005  | Bradley McGee         | Samuel Plouhinec      | John Gadret            |
| 2006  | Émilien-Benoît Bergès | Dmitriy Muravyev      | Jonas Ljungblad        |